# 莫扎克
莫扎克（法語：Mozac，法語發音：[mɔzak]）是法国多姆山省的一个市镇，位于该省中北部，属于里永区。

## 地理
莫扎克（45°53'38"N, 3°5'42"E）面积4.05 平方千米，位于法国奥弗涅-罗讷-阿尔卑斯大区多姆山省，该省份为法国中南部省份，北起阿列省接壤，东临卢瓦尔省，南至上盧瓦爾省和康塔爾省，西接科雷兹省和克勒兹省。
与莫扎克接壤的市镇（或旧市镇、城区）包括：里永、昂瓦勒、马洛扎、马尔萨。

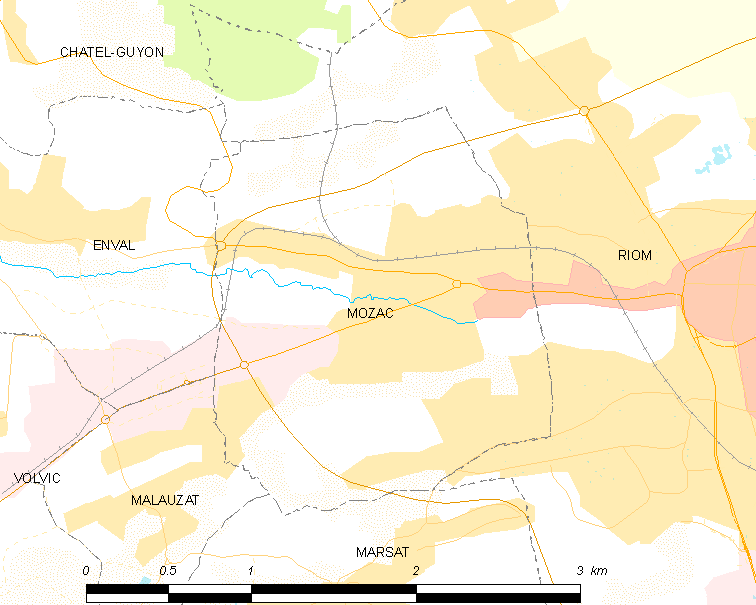
莫扎克的OSM定位图

莫扎克的时区为UTC+01:00、UTC+02:00（夏令时）。

## 行政
莫扎克的邮政编码为63200，INSEE市镇编码为63245。

## 政治
莫扎克所属的省级选区为沙泰勒吉永县。

## 人口

1962-2008年间莫扎克人口变化图示

莫扎克于2022年1月1日时的人口数量为3889人。